# 폴 헤이먼
폴 헤이먼(Paul Heyman, 1965년 9월 11일 ~ )은 미국의 남자 프로레슬링의 매니저다. 키는 175cm 몸무게는 105kg이다. 주로 브록 레스너의 매니저로 현재까지 활동하였다. 처음에는 2006년 ECW에서 활동을 하다가 2012년 5월 7일 WWE RAW에서 등장을 했다.